# Nedim Nišić
Nedim Nišić (Tuzla, BiH, 7. ožujka 1984.) je bosanskohercegovački plivač
Zadnje tri godine živi u SAD-u gdje studira ekonomiju i natječe se za jedno od tamošnjih sveučilišta.
Predstavljao je Bosnu i Hercegovinu na olimpijskim igrama u Pekingu.